# Ciuperceni
Ciuperceni es una comuna ubicada en el distrito de Teleorman, Rumania.

## Superficie
Posee una superficie de 38,18 kilómetros cuadrados.

## Demografía
Hasta 2021 la población era de 1350 habitantes, con una densidad de población de 35,36 habitantes por kilómetro cuadrado.